# Schutzhaftlagerführer

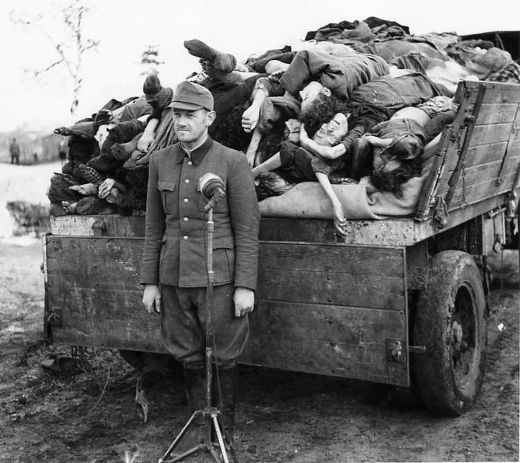
Franz Hössler diende als Schutzhaftlagerführer in Mittelbau-Dora. Hössler na de gevangenname door de geallieerden in 1945.

Schutzhaftlagerführer was een paramilitaire titel van de SS, specifiek bedoeld voor de concentratie- en vernietigingskampen van de SS-Totenkopfverbande. De Schutzhaftlagerführer had de leiding over de economische functie van het kamp. Meestal, waren meer SS’ers nodig om deze functie te kunnen uitoefenen, op elke locatie een of gezien de grootte van een kamp meerdere.
Schutzhaftlagerführers ontvingen hun orders van de kampcommandant of rechtstreeks van de SS uit Berlijn.  
Het leven van de gevangenen lag compleet in hun handen, hun bevelen, die meestal betrekking hadden op routinemishandeling of op slachtoffers die veroordeeld waren en "opdrachten" moesten uitvoeren zodat deze leider niet rechtstreeks geconfronteerd werd met de dood die hij door zijn bevel veroorzaakte. 
Bevoegdheden, volgens de regels van het concentratiekamp:
1. Hij was verantwoordelijk voor alle problemen in het kamp
2. Hij ontsloeg en benoemde gevangenisfunctionarissen (inclusief de Kapo en blockführers)
3. Hij gaf adviezen en stelde sancties voor, die aan de gevangenen werden opgelegd
4. Hij nam alle maatregelen om ontsnappingen te voorkomen
5. Hij hield toezicht op de prestaties van gevangenen
6. Hij had de plicht voor orde en netheid te zorgen in het gehele kamp
7. Hij had de plicht om ervoor te zorgen dat elke gevangene juiste porties voedsel ontving
8. Hij moest het personeel houden aan het verbod op mishandeling van gevangenen

## Beruchte Schutzhaftlagerführers
- Hans Aumeier: Auschwitz-Birkenau
- Karl Fritzsch: Auschwitz-Birkenau
- Franz Johann Hofmann: Auschwitz-Birkenau
- Rudolf Höss: Sachsenhausen
- Max Schobert: Buchenwald
- Anton Thumann: Majdanek en Neuengamme